# Fernando Conde
Fernando Conde (Ibdes, 24 gennaio 1952) è un attore spagnolo.

## Biografia
Nato a Ibdes (provincia di Saragozza) e cresciuto a Daroca, Conde ha fatto parte del gruppo comico Martes y Trece.

## Filmografia
- Sentados al borde de la mañana, con los pies colgando, regia di Antonio José Betancor (1978)
- Ni te cases ni te embarques, regia di Javier Aguirre Fernández (1982)
- La loca historia de los tres mosqueteros, regia di Mariano Ozores (1983)
- Il cane dell'ortolano (El perro del hortelano), regia di Lope de Vega (1996)
- Sin dejar huella, regia di María Novaro (2000)
- Noviembre, regia di Achero Mañas (2003)
- ¡Buen viaje, Excelencia!, regia di Albert Boadella (2003)